# St. Thomas (Misuri)
St. Thomas es un pueblo ubicado en el condado de Cole en el estado estadounidense de Misuri. En el Censo de 2010 tenía una población de 263 habitantes y una densidad poblacional de 103,72 personas por km².

## Geografía
St. Thomas se encuentra ubicado en las coordenadas 38°22′1″N 92°12′58″O / 38.36694, -92.21611. Según la Oficina del Censo de los Estados Unidos, St. Thomas tiene una superficie total de 2.54 km², de la cual 2.54 km² corresponden a tierra firme y (0%) 0 km² es agua.

## Demografía
Según el censo de 2010, había 263 personas residiendo en St. Thomas. La densidad de población era de 103,72 hab./km². De los 263 habitantes, St. Thomas estaba compuesto por el 99.24% blancos, el 0.38% eran afroamericanos, el 0% eran amerindios, el 0% eran asiáticos, el 0% eran isleños del Pacífico, el 0% eran de otras razas y el 0.38% pertenecían a dos o más razas. Del total de la población el 0% eran hispanos o latinos de cualquier raza.